# George Baker (zanger)
Johannes (Hans) Bouwens (Hoorn, 8 december 1944), beter bekend onder zijn pseudoniem George Baker, is een Nederlandse zanger bekend met zijn groep George Baker Selection.

## Biografie
Hans Bouwens werd geboren als enig kind van een Nederlandse moeder en een Italiaanse vader die als soldaat deel uitmaakte van het Duitse leger dat Nederland bezet hield. Zijn vader sneuvelde aan het eind van de oorlog en Hans werd door zijn grootouders in de Zaanstreek (Wormerveer) opgevoed. Hij ging al vroeg werken. Hij werkte als kaartverkoper in de bioscoop van Krommenie. In 1967 solliciteerde hij als zanger bij de Zaanse band Soul Invention. Hij werd aangenomen en een jaar later werd de naam van de band gewijzigd in George Baker Selection.

### Liedjesschrijver
Als liedjesschrijver schreef hij ruim zeshonderd liedjes en er zijn circa 25 miljoen platen verkocht. Met de groep George Baker Selection scoorde hij onder andere de hits Little Green Bag (1969) en Paloma Blanca (1975).
Paloma Blanca is te horen in de Europese versie van de film The Executioner's Song. Voor de Volendamse band BZN schreef hij de singles Sweet Silver Anny, Rolling Around the Band en Love Me Like a Lion. In april 1999 werd Little Green Bag opnieuw uitgebracht, nadat het onderdeel werd van de soundtrack van de film Reservoir Dogs van Quentin Tarantino. In 2001 werkte Bouwens mee aan de One Day Fly-grap van het Kopspijkers-team. In 2005 werd Paloma Blanca opnieuw uitgebracht als Una Paloma Blanca 2005 voor de film Vet hard. Speciaal voor de commercials van supermarktketen Lidl nam hij in 2017, 2018 en 2019 aangepaste versies op van Little Green Bag. In 2019 was Baker gastartiest tijdens de concerten van De Toppers in de Johan Cruijff ArenA. In oktober 2021 kondigde Baker een theatertournee aan genaamd George Baker - 50 jaar Live.

## Discografie

### Albums

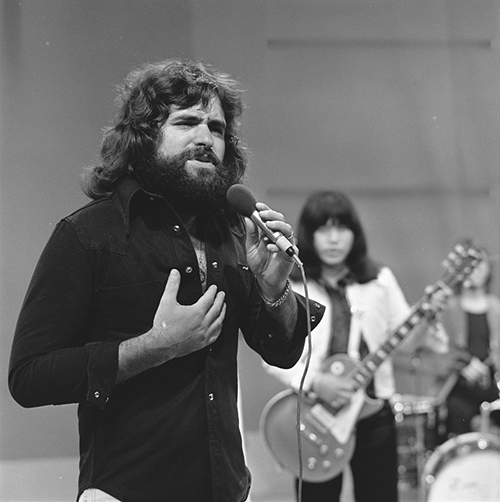
George Baker bij Toppop in 1974

| Album met eventuele hitnotering(en) in de Nederlandse Album Top 100 | Datum van verschijnen | Datum van binnenkomst | Hoogste positie | Aantal weken | Opmerkingen                                       |
| ------------------------------------------------------------------- | --------------------- | --------------------- | --------------- | ------------ | ------------------------------------------------- |
| Love in the World                                                   |                       | 09-01-1971            | 38              | 8            | als George Baker Selection                        |
| Hot Baker                                                           |                       | 03-08-1974            | 2               | 21           | als George Baker Selection                        |
| 5 jaar hits                                                         |                       | 07-12-1974            | 3               | 14           | als George Baker Selection / verzamelalbum        |
| Una Paloma Blanca                                                   |                       | 26-04-1975            | 1(6wk)          | 42           | als George Baker Selection                        |
| A Song for You                                                      |                       | 06-12-1975            | 1(3wk)          | 26           | als George Baker Selection                        |
| Riversong                                                           |                       | 11-09-1976            | 1(3wk)          | 18           | als George Baker Selection                        |
| Summer Melody                                                       |                       | 02-07-1977            | 3               | 16           | als George Baker Selection                        |
| The Best of Baker                                                   |                       | 10-12-1977            | 13              | 11           | als George Baker Selection / verzamelalbum        |
| In Your Heart                                                       |                       | 06-05-1978            | 13              | 12           |                                                   |
| Sing for the Day                                                    |                       | 07-07-1979            | 22              | 11           | als George Baker Selection                        |
| Wild Flower                                                         |                       | 15-11-1980            | 20              | 9            | als George Baker Selection                        |
| Grootste hits                                                       |                       | 21-03-1981            | 21              | 9            | als George Baker Selection / verzamelalbum        |
| The Winds of Time                                                   |                       | 06-02-1982            | 28              | 8            |                                                   |
| Paradise Island                                                     |                       | 09-04-1983            | 23              | 8            | als George Baker Selection                        |
| Santa Lucia by Night                                                |                       | 21-09-1985            | 13              | 15           | als George Baker Selection                        |
| Het complete hitoverzicht                                           |                       | 15-11-1986            | 20              | 11           | als George Baker Selection / verzamelalbum        |
| Viva America                                                        |                       | 25-07-1987            | 16              | 12           | als George Baker Selection                        |
| Dreamboat                                                           |                       | 16-07-1988            | 25              | 14           | als George Baker Selection                        |
| Love in Your Heart                                                  |                       | 04-05-1991            | 86              | 4            |                                                   |
| The Very Best of the George Baker Selection                         |                       | 24-04-1999            | 21              | 14           | als George Baker Selection / verzamelalbum        |
| George Baker Selection 100                                          | 2009                  | 17-01-2009            | 67              | 3            | als George Baker Selection / verzamelalbum        |
| Lonely Boy                                                          | 2009                  | 13-11-2009            |                 |              |                                                   |
| Seventy                                                             | 07-11-2014            | 15-11-2014            | 65              | 2            | verscheen naar aanleiding van zijn 70e verjaardag |
| George Baker Selection - The Golden Years Of Dutch Pop Music        | 08-04-2016            | 16-04-2016            | 68              | 1            | als George Baker Selection / verzamelalbum        |
| 3 Chords And The Devil                                              | 22-11-2019            | -                     | -               | -            |                                                   |
| Singles & B-sides 1970-1973                                         | 22-10-2021            | -                     | -               | -            | als George Baker Selection / verzamelalbum        |

### Singles
| Single met eventuele hitnotering(en) in de Nederlandse Top 40 | Datum van verschijnen | Datum van binnenkomst | Hoogste positie | Aantal weken | Opmerkingen                                                                                |
| ------------------------------------------------------------- | --------------------- | --------------------- | --------------- | ------------ | ------------------------------------------------------------------------------------------ |
| Little Green Bag                                              |                       | 25-10-1969            | 9               | 11           | als George Baker Selection / soundtrack van Quentin Tarantino's film Reservoir Dogs (1992) |
| Dear Ann                                                      |                       | 14-02-1970            | 2               | 14           | als George Baker Selection                                                                 |
| Midnight                                                      |                       | 18-07-1970            | 12              | 10           | als George Baker Selection                                                                 |
| Over and Over                                                 |                       | 07-11-1970            | 7               | 11           | als George Baker Selection                                                                 |
| Nathalie                                                      |                       | 20-03-1971            | 11              | 8            | als George Baker Selection / Alarmschijf                                                   |
| Tonight                                                       |                       | 17-07-1971            | 14              | 7            | als George Baker Selection                                                                 |
| Mama Oh Mama                                                  |                       | 20-11-1971            | 9               | 9            | als George Baker Selection / Alarmschijf                                                   |
| Holy Day                                                      |                       | 11-03-1972            | 10              | 7            | als George Baker Selection                                                                 |
| I'm on My Way                                                 |                       | 19-08-1972            | 7               | 10           | als George Baker Selection / Alarmschijf                                                   |
| Marie Jeanne                                                  |                       | 09-12-1972            | 9               | 10           | als George Baker Selection                                                                 |
| Morning Light                                                 |                       | 19-05-1973            | 20              | 6            | als George Baker Selection                                                                 |
| Drink, Drink, Drink                                           |                       | 15-09-1973            | 18              | 6            | als George Baker Selection                                                                 |
| Baby Blue                                                     |                       | 12-01-1974            | 8               | 7            | als George Baker Selection                                                                 |
| (Fly Away) Little Paraquayo                                   |                       | 18-05-1974            | 2               | 14           | als George Baker Selection                                                                 |
| Sing a Song of Love                                           |                       | 26-10-1974            | 1(3wk)          | 12           | als George Baker Selection / Alarmschijf                                                   |
| Paloma Blanca                                                 |                       | 22-03-1975            | 1(3wk)          | 14           | als George Baker Selection / Hit van het Jaar 1975                                         |
| Morning Sky                                                   |                       | 25-10-1975            | 1(2wk)          | 10           | als George Baker Selection                                                                 |
| Wild Bird                                                     |                       | 07-08-1976            | 3               | 10           | als George Baker Selection / Alarmschijf                                                   |
| Mañana (mi amor)                                              |                       | 27-11-1976            | 5               | 8            | als George Baker Selection / Alarmschijf                                                   |
| Beautiful Rose                                                |                       | 14-05-1977            | 3               | 11           | als George Baker Selection / Alarmschijf                                                   |
| Marja                                                         |                       | 06-08-1977            | 11              | 7            | als George Baker Selection / Alarmschijf                                                   |
| Rosita                                                        |                       | 25-03-1978            | 7               | 10           |                                                                                            |
| Sing for the Day                                              |                       | 19-05-1979            | 10              | 9            |                                                                                            |
| Oh Magdalena                                                  |                       | 08-09-1979            | 33              | 4            |                                                                                            |
| Nino del sol                                                  |                       | 26-07-1980            | 22              | 6            |                                                                                            |
| All My Love                                                   |                       | 01-11-1980            | 13              | 8            |                                                                                            |
| You Don't Love Me Anymore                                     |                       | 24-01-1981            | tip11           | -            |                                                                                            |
| Love Is the Sweetest Rose                                     |                       | 09-01-1982            | 36              | 3            |                                                                                            |
| Papillon                                                      |                       | 08-05-1982            | tip5            | -            |                                                                                            |
| When We're Dancing                                            |                       | 20-11-1982            | 23              | 4            | als George Baker Selection                                                                 |
| The Wind (Ay Ay Ay Maria)                                     |                       | 26-02-1983            | 19              | 5            | als George Baker Selection                                                                 |
| Santa Lucia by Night                                          |                       | 06-07-1985            | 7               | 13           | als George Baker Selection                                                                 |
| Manolito                                                      |                       | 02-11-1985            | 30              | 4            | als George Baker Selection                                                                 |
| When You Learn to Fly                                         |                       | 22-02-1986            | tip4            | -            | als George Baker Selection                                                                 |
| Viva America                                                  |                       | 27-06-1987            | 25              | 6            | als George Baker Selection                                                                 |
| Bella Maria                                                   |                       | 24-10-1987            | 37              | 3            | als George Baker Selection                                                                 |
| Marie-Julie                                                   |                       | 18-06-1988            | tip6            | -            | als George Baker Selection                                                                 |
| Que viva Summer Holiday                                       |                       | 24-09-1988            | tip4            | -            | als George Baker Selection                                                                 |
| Happy Xmas (War Is Over) / Gelukkig kerstfeest                | 1988                  | 10-12-1988            | 35              | 3            | Artiesten voor het Ronald McDonaldhuis / #15 in de Single Top 100                          |
| Love in Your Heart                                            |                       | 15-06-1991            | tip8            | -            |                                                                                            |
| Little Green Bag                                              |                       | 10-04-1999            | 23              | 6            | als George Baker Selection / heruitgave                                                    |
| I Wanna Be a One Day Fly                                      |                       | 19-05-2001            | 1(4wk)          | 8            | als One Day Fly                                                                            |
| Als je iets kan doen                                          |                       | 15-01-2005            | 1(4wk)          | 9            | als onderdeel van Artiesten voor Azië / Alarmschijf                                        |
| Una Paloma Blanca 2005                                        |                       | 19-02-2005            | 32              | 4            | remake voor de film Vet hard                                                               |
| Sing For The Day/ Zing Met Me Mee                             |                       | 14-07-2007            | 57              | 3            | samen met Dario                                                                            |
| Una Paloma Blanca heel de zomer lang                          |                       | 19-07-2008            | 17              | 7            | met KidB ft. Martin van der Starre                                                         |

### Dvd's
| Dvd's met hitnoteringen in de Nederlandse Music Top 30 | Datum van verschijnen | Datum van binnenkomst | Hoogste positie | Aantal weken | Opmerkingen |
| ------------------------------------------------------ | --------------------- | --------------------- | --------------- | ------------ | ----------- |
| 40 jaar George Baker live                              | 2008                  | 22-11-2008            | 19              | 3            |             |

## Prijzen
In 2011 werd de TrosKompas Oeuvre Award aan hem toegekend

## Publicaties
- Rutger Vahl: Nu weet ik het zeker, ik hou van George Baker. Nederlands succesvolste popartiest en de smaakpolitie. Amsterdam, Nijgh & Van Ditmar, 2018. ISBN 978-90-388-0539-9